# Häfen von Sankt Petersburg
Die Häfen von Sankt Petersburg (russisch Порты Санкт-Петербурга Porty Sankt-Peterburga) umfassen die Hafen- und Industriegebiete der russischen Stadt Sankt Petersburg sowie weitere Landungs- und Umschlagstellen. St. Petersburg ist heute der zweitgrößte russische Hafen und einer der größten Containerhäfen Europas.

## Geografie
Die Häfen liegen im Mündungsdelta der Newa westlich der Stadt St. Petersburg. Die ursprünglich in der Newabucht am Finnischen Meerbusen der Ostsee entstandene Stadt ruht auf 42 Inseln. Früher waren es noch mehr gewesen, jedoch wurden mittlerweile zahlreiche Kanäle zwischen Inseln zugeschüttet. Die Gebäude selbst mussten zwei bis vier Meter über dem Meeresspiegel gebaut werden. Kanäle und Brücken sind daher neben den Kaianlagen stadtbildprägend.
Dem Hafenkomplex vorgelagert ist der über die Insel Kotlin führende Petersburger Damm (KAD (А 118, Ringautobahn)). Dieser Straßendamm wirkt als Wellenbrecher und schützt die Hafengebiete östlich davon vor Hochwasser. Direkt hinter der Dammlinie befinden sich sieben kleinere Inseln, die im 18. Jahrhundert als militärische Verteidigungslinie zu Forts ausgebaut worden waren. An den etwa 25 teils privat, teils staatlich betriebenen Anlegestellen, die sich auf über 70 km entlang der Küstenlinie rings um die Bucht verteilen, finden heute alle Arten der Schifffahrt Aufnahme. Verbunden über diesen Damm befindet sich angelagert an die Insel der Stadtteil Kronschtadt (Kronstadt), der Militärhafen/die traditionelle russische Marinebasis.

## Geschichte

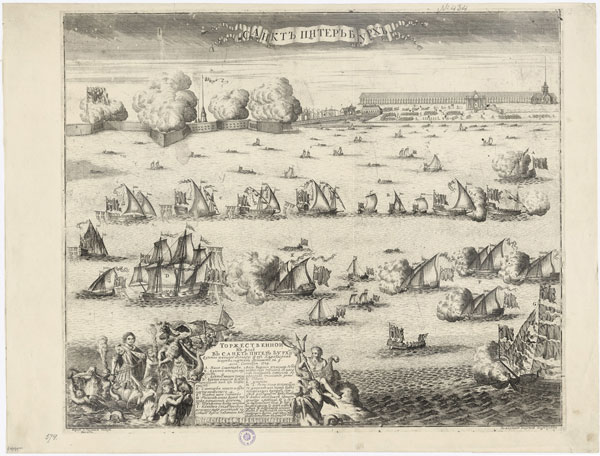
Schwedische Schiffe vor St. Petersburg (1714)

Bereits im Frühmittelalter wurde in St. Petersburg Schifffahrt betrieben, insbesondere Fischerei. Im 10. Jahrhundert ist dort ein Handelsplatz verschiedener finno-ugrischer Völker nachweisbar. Die schwedische Siedlung ging im 13. Jahrhundert zunächst nieder, jedoch behielt der Ort seine strategische Bedeutung. Als gesichert gilt im Jahr 1611 die Nutzung von Anlandungsstellen nahe der Festung Nyenschanz im heutigen St. Petersburg. Im Jahr 1656 eroberten russische Truppen während des Zweiten Nordischen Krieges das Gebiet und nach den Zerstörungen erfolgte ab 1703 ein planmäßiger Wiederaufbau. Der Zar befahl die gesamte Stadt und die vorgelagerte Insel zu befestigen und zum Militär- und Handelshafen auszubauen. Um 1709 erfolgte der Durchstich des Wolga-Ostsee-Kanales zur Newa, womit für die Schifffahrt eine direkte Verbindung zum Kaspischen Meer und dem Weißen Meer hergestellt war. Unter Zar Peter I. wurde ab 1720 fast der gesamte russische Außenhandel von Archangelsk nach St. Petersburg verlegt. Der Standort wuchs schnell, was mit der starken Konzentration von Militäreinheiten zusammenhing, und trug zur Entwicklung St. Petersburgs ebenso bei wie auch der im 18. Jahrhundert beginnende Ausbau und Anschluss an das nordwestrussische Kanalsystem. Um 1860 erreichte die Eisenbahn den Hafen und erschloss über die Nikolaibahn auch das Hinterland. St. Petersburg wurde zur Millionenstadt. Ab 1905 ging es unter sozialen Unruhen, Meutereien und bürgerkriegsähnlichen Zuständen wirtschaftlich stark bergab. Eine Belebung setzte erst nach dem Tod Lenins zum Ende der 1920er Jahre wieder ein und um 1940 lebten drei Millionen Menschen in dem zu Leningrad umbenannten Ballungsgebiet.:6 Während des Zweiten Weltkrieges brach unter der Leningrader Blockade die Wirtschaft zusammen. Sie erreichte erst 1960 wieder ihren vorherigen Umfang. In den 1990er Jahren kehrte man zu dem alten Namen St. Petersburg zurück und nach dem Zerfall der Sowjetunion wurden die Häfen teilweise privatisiert, umfassend renoviert und teils neu gebaut.:7 So kam beispielsweise zu dem seit den 1980er Jahren bestehenden Hafen für die Fähr- und Linienschifffahrt in den späten 2000er Jahren ein weiterer Hafen hinzu, der speziell auf den stark zunehmenden Kreuzfahrttourismus ausgerichtet ist.:8 Über 300 Jahre waren die Häfen St. Petersburgs die umschlagstärksten in Russland. Erst in den 2010er Jahren wurden im neu gebauten Hafen von Ust-Luga mehr Güter umgeschlagen, wohingegen das Passagieraufkommen in St. Petersburg stark zunahm.
Kurz nach dem Beginn des russischen Überfalls auf die Ukraine verhängten westliche Staaten und die EU Sanktionen gegen Russland. Im Oktober 2022 erreichte der Hafen weniger als 10 % der Umschlagsmenge im Oktober 2021.

## Gegenwart

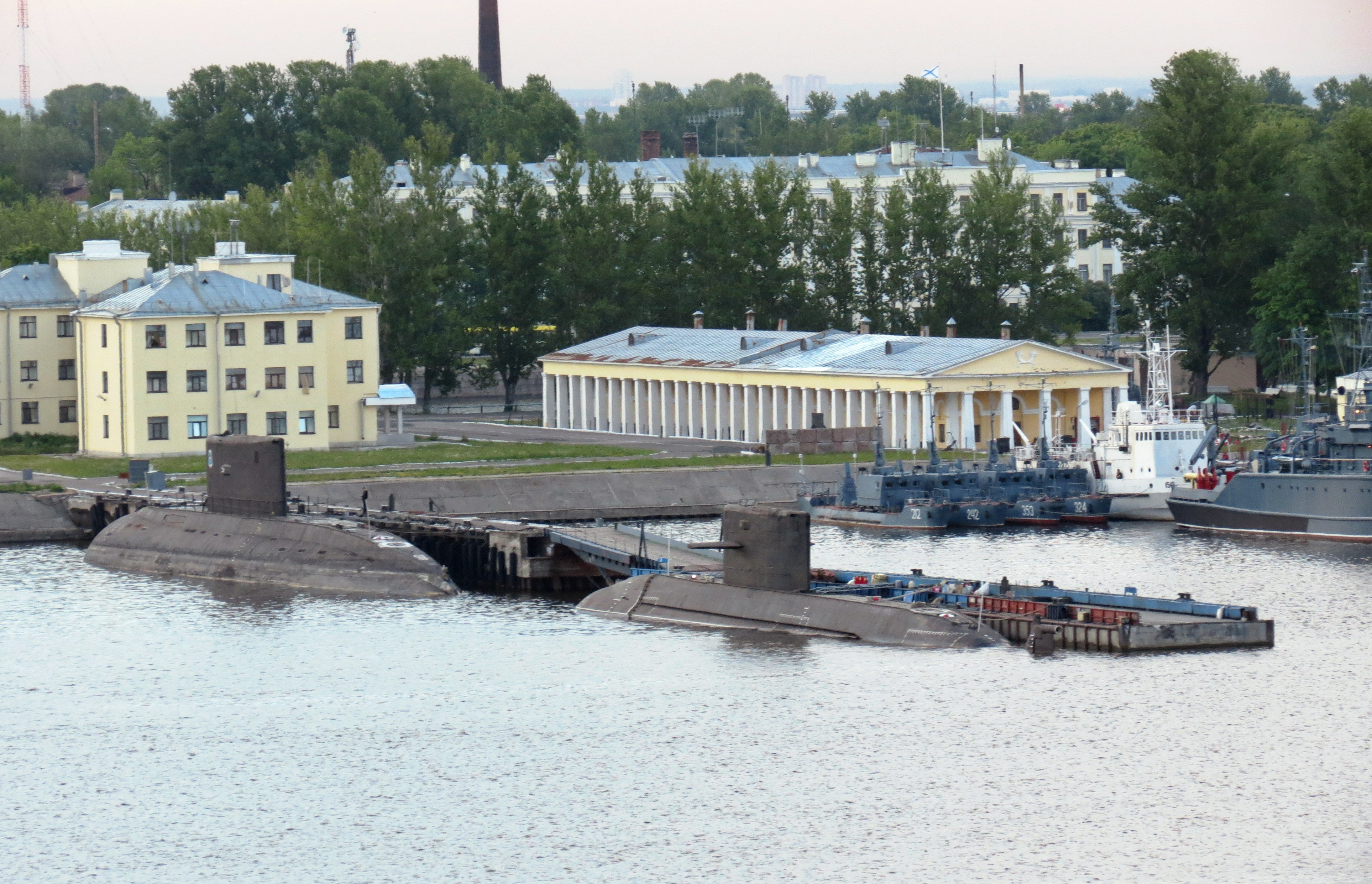
U-Boote am Marinestützpunkt Kotlin-Kronstadt (2012)

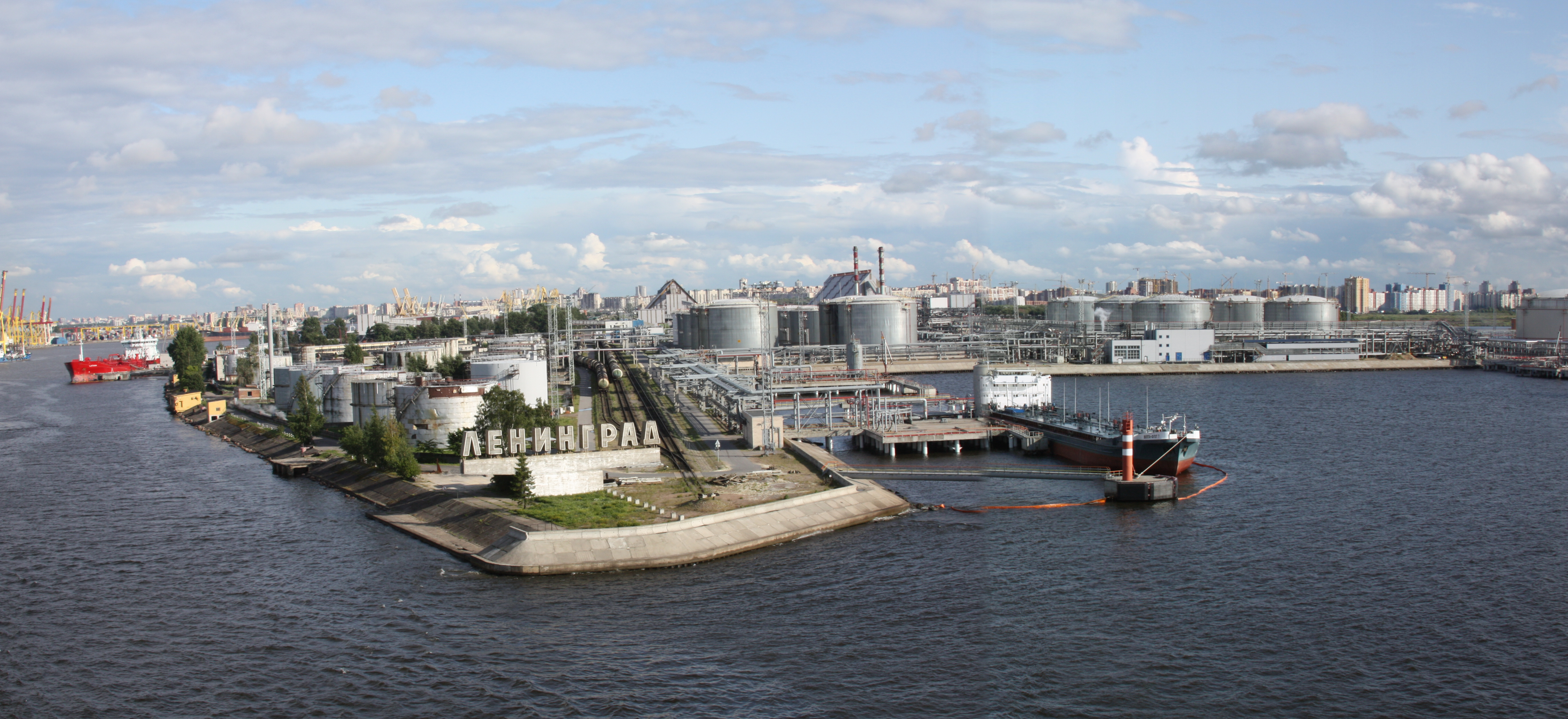
Ölterminal im Staatshafen, Blick von Westen (2010)

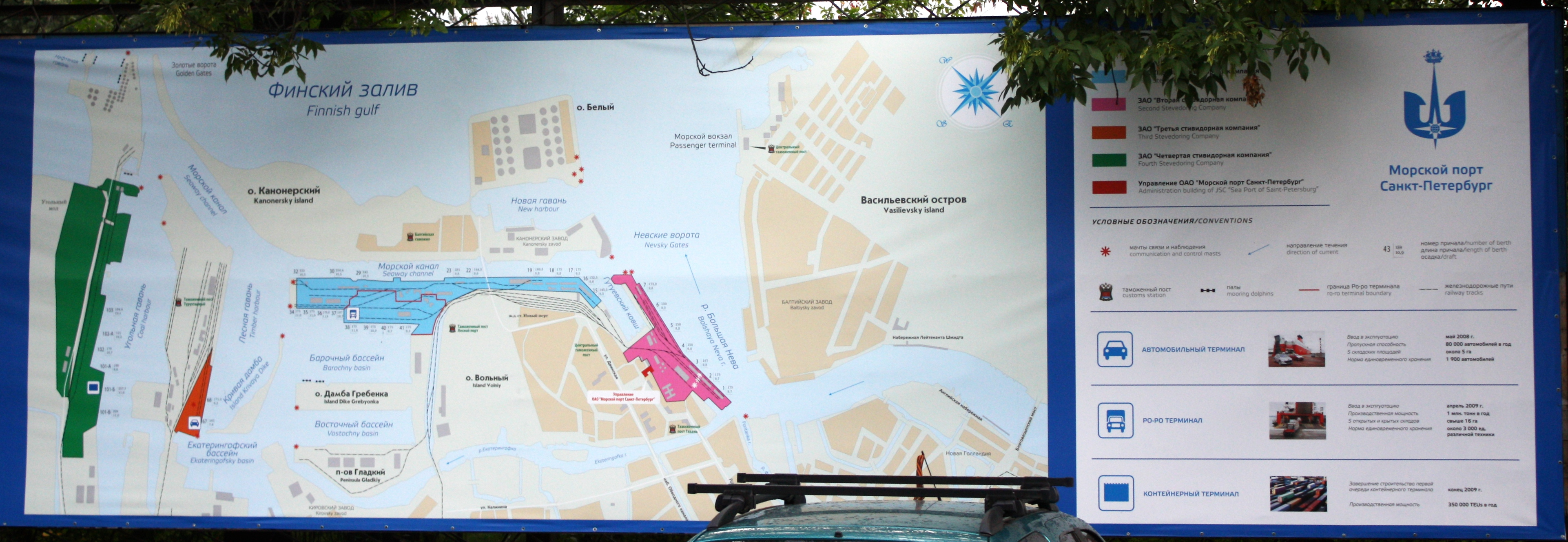
Gliederung Staatshafen

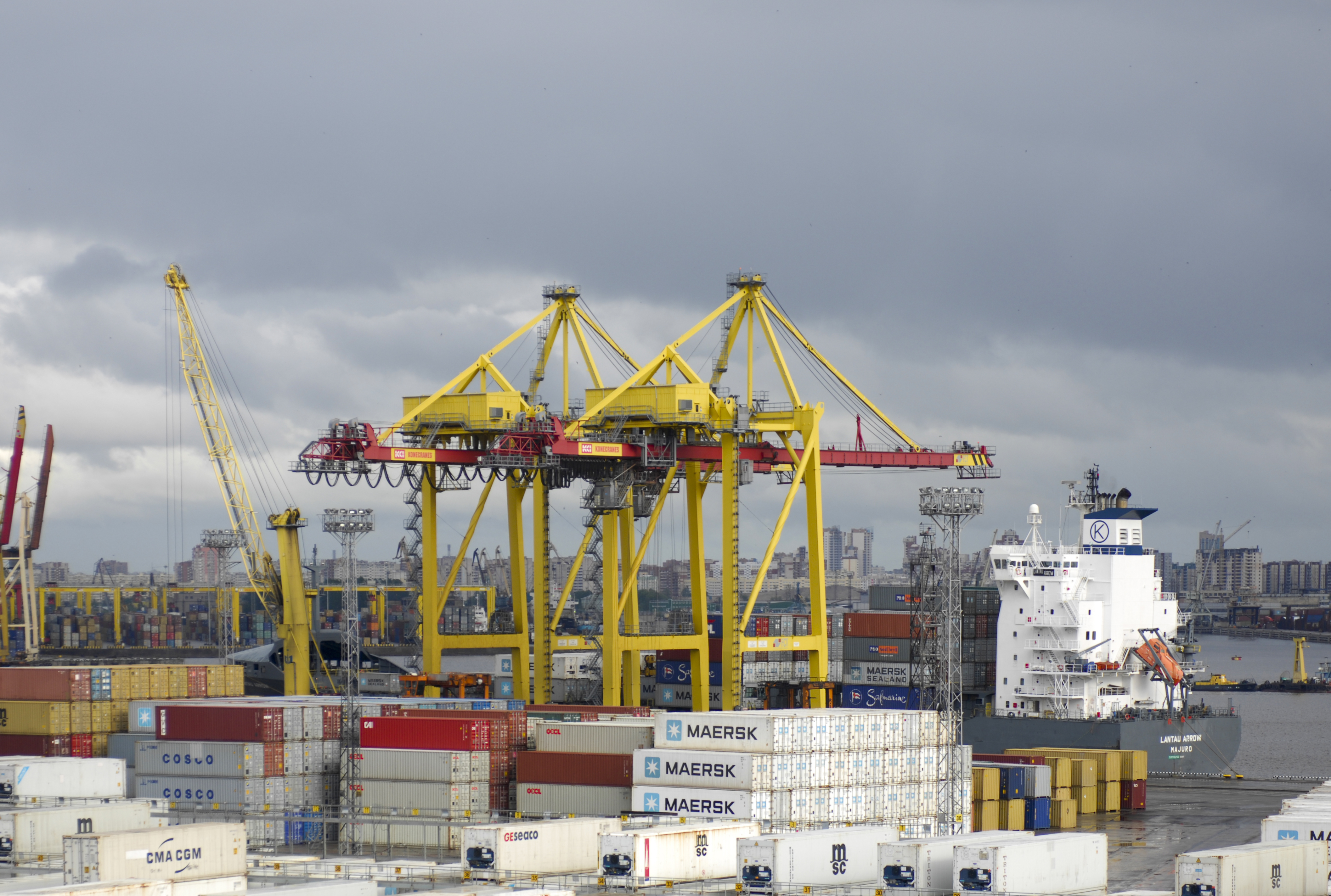
Containerterminal im Staatshafen (2009)

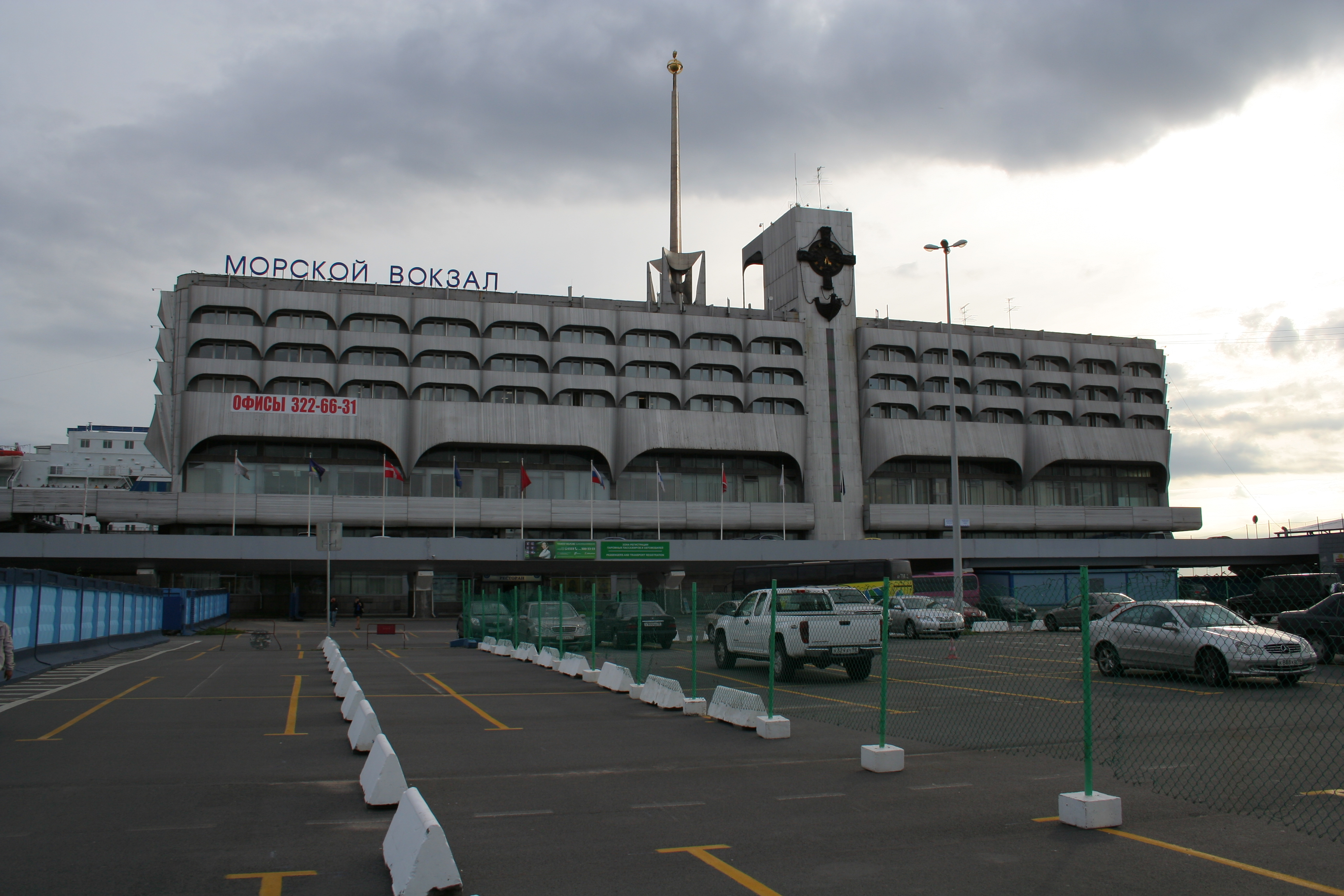
Passagierschifffahrt Linienverkehr (2010)

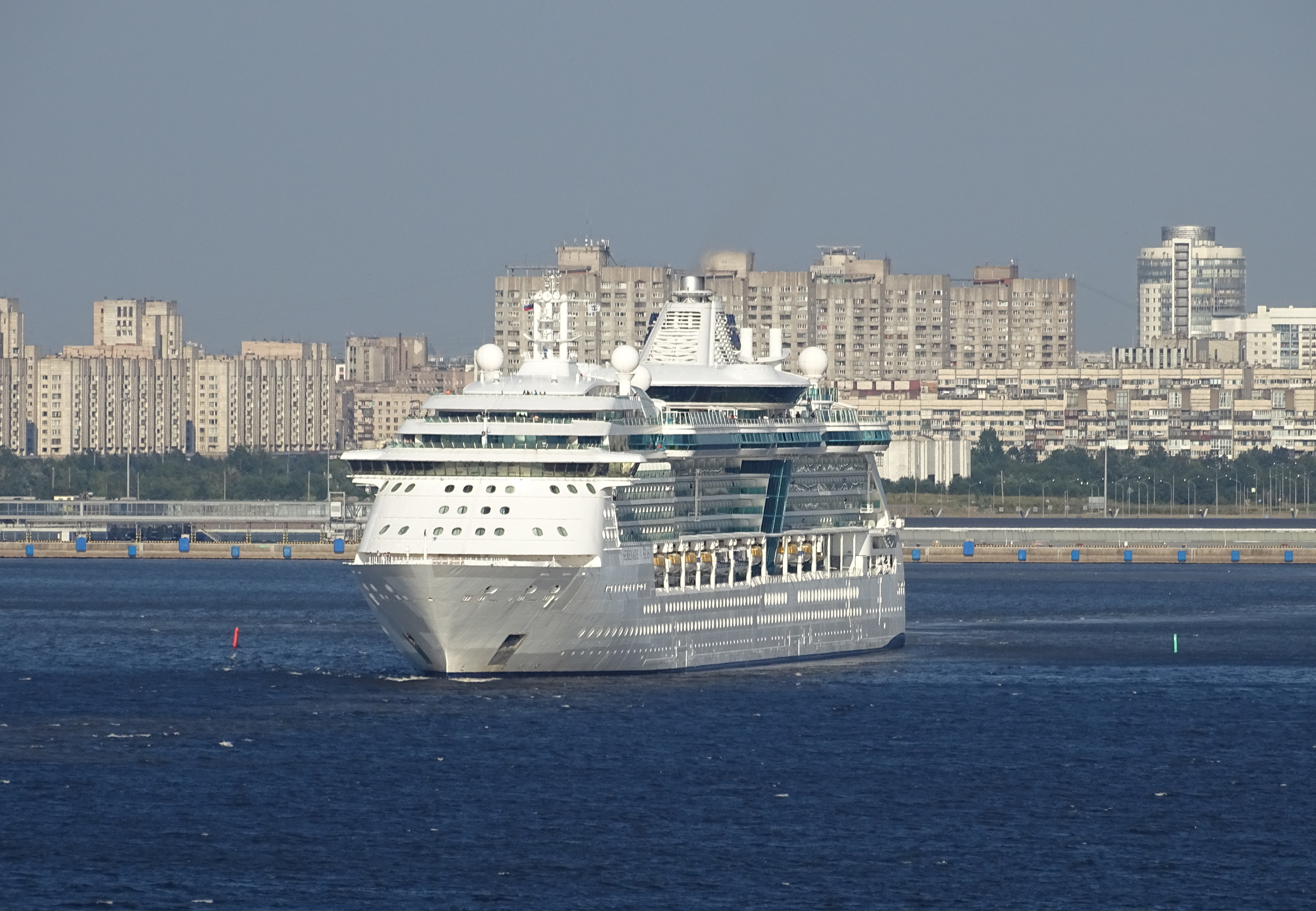
Die Serenade of the Seas vor dem St. Petersburger Kreuzfahrthafen (2018)

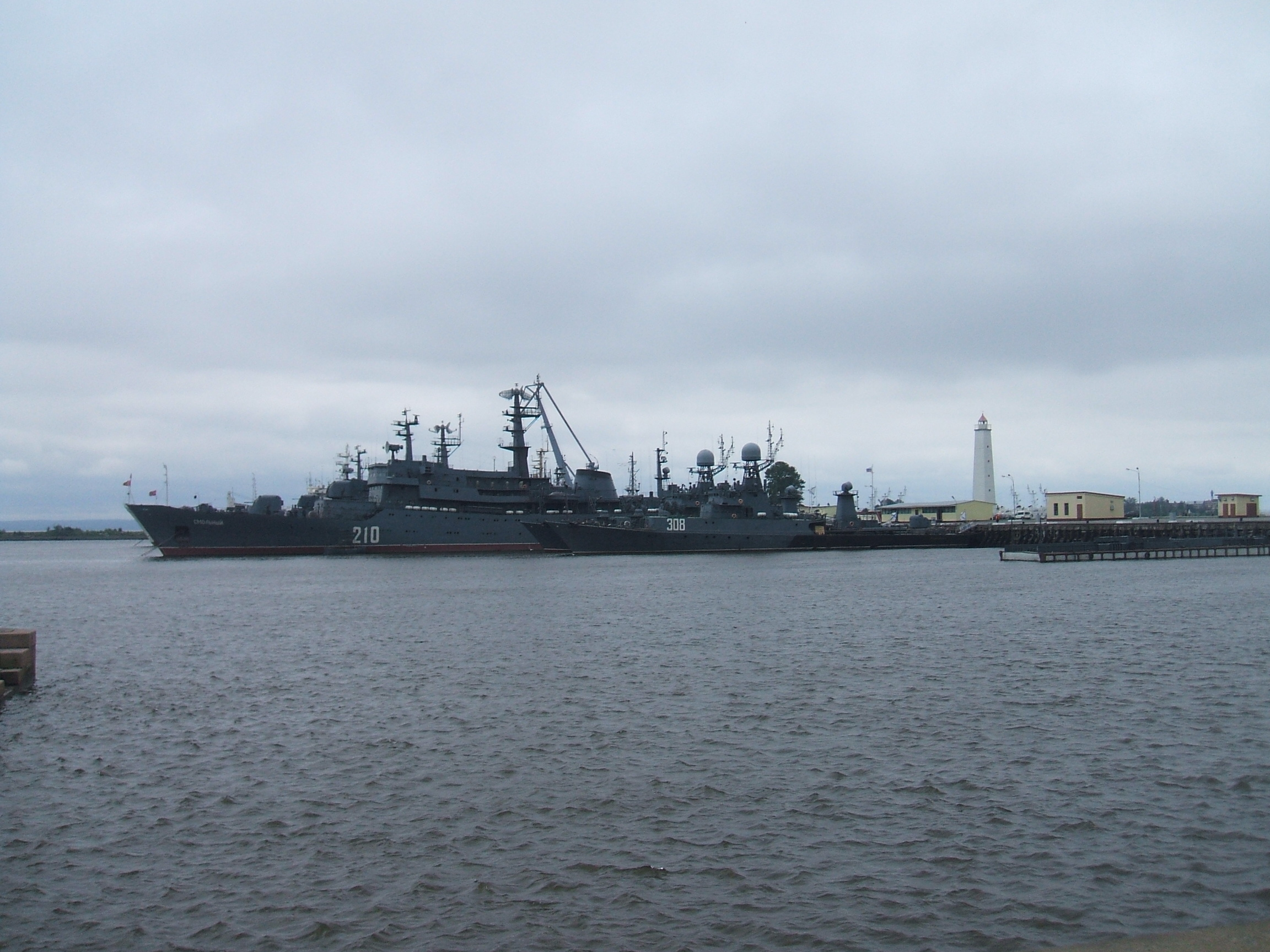
Marinebasis Kronstadt (2009)

Die Häfen St. Petersburgs sind heute in verschiedene Bereiche gegliedert, die ihren jeweiligen Zwecken entsprechend ausgestattet sind. Diese sind, etwa von West nach Ost, aufgelistet:
| Hafenteil                | Hafentyp      | Lage | Kailänge                   | Tiefe | Verwendung |       |
| ------------------------ | ------------- | ---- | -------------------------- | ----- | --- | ----- |
| Kotlin - Kronstadt       | Hafenbecken   | ⊙    |                            | 16 m  | Russische Seekriegsflotte                                                                                          |       |
| Lomonossow neuer Hafen   | Seehafen      | ⊙    | 1200 m, Kaimauer           | 16 m  | Container, Chemie, 5 Portalkräne, Ro-Ro-Rampe, Freilagerflächen, Tanklager, Bahnanschluss                          |       |
| Lomonossow Gavan         | Hafenbecken   | ⊙    | 3000 m, Kaimauer           | 5–6 m | Schütt- und Massengüter, 2 RoRo-Rampen, Freilagerflächen, Hallenlager, ehem. Militärhafen, Bahnanschluss           | [ 6 ] |
| Petergof Yakht Klub      | 3 Hafenbecken | ⊙    | ca. 600 m, geböschtes Ufer |       | Land- und Wasserliegeplätze für Kleinfahrzeuge, Schwimmsteg, Klubhaus, Slipstelle                                  |       |
| Petergof Yachtanleger    | Seebrücke     | ⊙    | 300 m, Kaimauer            |       | Landebücke für große Yachten, Leuchtfeuer, Imperial Yachts Museum, Kursfähre zum Staatshafen                       |       |
| Petrodvortsovy Marina    | Marina        | ⊙    | 170 m Kaimauer             |       | Liegeplätze für die Freizeitschifffahrt, Kran, Klubhaus                                                            |       |
| Strelna Marina           | Hafenbecken   | ⊙    | 100 m, Kaimauern           |       | Schwimmstege, Bootshändler, Anleger für Muskelkraftfahrzeuge, Klubhaus, Camping, Helipads, Landebahn für UL 100 m  |       |
| Krasnoselsky             | 2 Hafenbecken | ⊙    | ca. 600 m, geböschte Ufer  |       | Land- und Wasserliegeplätze für Kleinfahrzeuge, teils Schwimmstege, Nachtklub, Slipstelle                          |       |
| Yacht-club „BALTIETs“    | Marina        | ⊙    | 2000 m Kaimauer            |       | ca. 350 Wasserliegeplätze und 1000 Landliegeplätze, Boothäuser, Slipstelle, Klubhaus                               |       |
| Neftyanoy Oil Terminal   | Reede         | ⊙    | Landebrücken               |       | mehrere Terminals mit Pumpen, Pipelines, Tanklager, Feuerlöscheinrichtungen, Bahnanschluss                         | [ 7 ] |
| Containerterminals       | Hafenbecken   | ⊙    | ca. 3700 m Kaimauer        |       | 14 Portalkräne, Reachstacker, Reefer, Freilagerflächen, Warteplätze, Zollabfertigung, Bahnanschluss                | [ 7 ] |
| Fischereiterminals       | Hafenbecken   | ⊙    | ca. 1400 m Kaimauer        |       | Kräne, Reefer, Bahnanschluss                                                                                       |       |
| Stahlhafen (Neva)        | Hafenbecken   | ⊙    | ca. 1300 m Kaimauer        |       | 5 Portalkräne, Flurförderzeuge, Frei- und Hallenlagerflächen, Warteplätze, Zollabfertigung, Bahnanschluss          |       |
| Bolshoy Werfthafen       | Hafenbecken   | ⊙    | ca. 2800 m Kaimauer        |       | Kräne, Schwimmdock, Trockendock, Werfthallen, Flurförderzeuge, Frei- und Hallenlagerflächen, Warteplätze, ÖPNV     |       |
| Vostochnyy Autoverladung | Hafenbecken   | ⊙    | 750 m Kaimauer             |       | 5 Portalkräne, Ro-Ro-Rampe, Freilagerflächen, Warteplätze, Bahnanschluss                                           |       |
| Barochnyy Industriehafen | Hafenbecken   | ⊙    | 2300 m Kaimauer            |       | 18 Portalkräne, Frei- und Hallenlagerflächen, Autoverladung, Schrottverladung, Bahnanschluss                       |       |
| Morskoy Kanalhafen       | Lände         | ⊙    | 2700 m Kaimauer            |       | 16 Portalkräne, 2 Mobilkräne, Frei- und Hallenlagerflächen, Ro-Ro-Rampe, LKW-Verladung, Kohlehafen, Bahnanschluss  |       |
| Kanonerskiy Werfthafen   | Hafenbecken   | ⊙    | ca. 2800 m Kaimauer        |       | 5 Portalkräne, Schwimmdocks, Trockendocks, Werfthallen, Flurförderzeuge, Frei- und Hallenlagerflächen, Warteplätze |       |
| Gutuyevskiyhafen         | Hafenbecken   | ⊙    | 400 m Kaimauer             |       | Leuchtfeuer, Steganlagen, Versorgungsschiff, Liegeplätze der Küstenwache,                                          |       |
| Reka Bolshaya Newa       | Lände         | ⊙    | 1400 m Kaimauer            |       | 6 Portalkräne + 5 Portalkräne landseitig, Frei- und Hallenlager Küstenwache, Bahnanschluss + Schrottverladung      |       |
| Newa Flusshafen          | Lände         | ⊙    | 1800 m Kaimauer            |       | 4 Portalkräne, 2 Werftdocks, Schwerstlastplatte, Werkshallen, Warteplätze, Bahnanschluss                           |       |
| Passagierterminal Linie  | Hafenbecken   | ⊙    | 1000 m Kaimauer            |       | Anlegestelle für die Personenschifffahrt im Linienverkehr, 2 Ro-Ro-Rampen, Parkplätze, ÖPNV                        | [ 8 ] |
| Passagierterminal Cruise | Hafenbecken   | ⊙    | 2100 m Kaimauer            |       | Anlegestelle für die Personenschifffahrt der Kreuzfahrten, Bankomat, ÖPNV                                          | [ 9 ] |
| Petrogradsky Marinas     | Marina        | ⊙    | Kai- und Steganlagen       | 4 m   | 280 Liegeplätze für die Freizeitschifffahrt, mehrere Clubhäuser, Sportanlagen, regionale Fährverbindungen          |       |
| Segelzentrum Nevka       | Marina        | ⊙    | Kai- und Steganlagen       |       | 220 Wasserliegeplätze, ca. 100 Trockenliegeplätze überwiegend für Segler, Clubhäuser, Bootsverleih                 |       |
| Primorskiy Gerkukus      | Hafenbecken   | ⊙    | Kai- und Steganlagen       |       | Wasserliegeplätze, Kran, Slipstelle, Clubhaus                                                                      |       |
| Primorskiy Nord          | Hafenbecken   | ⊙    | 1400 m Kaimauer            |       | 2 Portalkräne + 1 Schwimmkran, Bauhafen, Freilagerflächen für Massen- und Schüttgüter, Agrar, ehem. Bahnanschluss  |       |
| Sestroretsk Marina       | Marina        | ⊙    | Kai- und Steganlagen       |       | Wasserliegeplätze, Boothäuser, Clubhaus                                                                            |       |
| Yachtclub Terijoki       | Marina        | ⊙    | Kai- und Steganlagen       |       | Land- und Wasserliegeplätze, Slipstelle, Clubhaus, Bootsverleih                                                    |       |

## Infrastruktur

### Staatshafen
Das Herzstück der Häfen ist der Staatshafen, der Große Hafen von Sankt Petersburg, in dem der größte Teil des Warenumschlages abgewickelt wird. Im Jahr 2008 wurden dort knapp 60 Millionen Tonnen Güter umgeschlagen. Das über Jahrhunderte gewachsene Gebiet wurde erst im Jahr 2009 genau abgegrenzt und die einzelnen Terminals wurden strukturiert. Die meisten Anlegestellen haben Bahnanschluss. Es sind auch Eisbrecher, Lotsenboote, etwa 20 Schlepper und ein Feuerlöschschiff vorhanden. 

### Passagierhafen für den Linienverkehr
Unmittelbar östlich des Staatshafens befindet sich an der Newamündung der Passagierhafen für den Linienverkehr. Dieser Hafen wurde in den 1970er Jahren gebaut, 1982 eröffnet und speziell auf die Linienschifffahrt zugeschnitten. Es gibt Zollabfertigung, Ro-Ro-Rampen für die Pkw-Verladung, ÖPNV-Anschlüsse und großzügige Parkmöglichkeiten. Die meisten nationalen und internationalen Fähr- und Linienverbindungen werden dort abgefertigt.

### Passagierhafen für Kreuzfahrten
Etwas weiter nördlich wurde in den 2000er Jahren ein eigener Passagierhafen für die großen Kreuzfahrtschiffe gebaut und 2008 eröffnet. Dort ist man in erster Linie für größere Reisegruppen auf Landgängen oder Stadtbesichtigungen eingerichtet. Es gibt Hotelkomplexe, Busterminals und einen Bankomaten. Bis zu 12.000 Reisende werden täglich abgefertigt.

### Marinestützpunkt Sankt Petersburg
Die Russische Seekriegsflotte unterhält an der Insel Kotlin in Kronstadt ihren wichtigsten Marinestützpunkt in der Ostsee. Er ist zwar ganzjährig eisfrei, allerdings führt die Zufahrt zum Atlantik durch NATO-Gewässer, sodass auch im Nordmeer und an der Schwarzmeerküste bedeutende Marinehäfen unterhalten werden. In den letzten Jahren gewinnen diese Hafeneinrichtungen jedoch durch die hier verfügbare Abladetiefe von 16 m zunehmend auch an wirtschaftlicher Bedeutung, insbesondere für große und tiefgehende Containerschiffe.

### Freizeitschifffahrt
Rund um die Newabucht liegen in Sankt Petersburg etwa 20 Marinas für Kleinfahrzeuge und Yachthäfen unterschiedlicher Ausstattung (siehe Liste oben) sowie einige Bootshändler und Werften. Für die Personenschifffahrt findet sich zusätzlich ein Wassertaxi-/Wasserbussystem, das sowohl die Küstenstandorte als auch das innerstädtische Kanalsystem teils fahrplanmäßig und teils im Individualverkehr bedient. Die Anlegestellen ändern sich gelegentlich entsprechend dem Bedarf und nach den herrschenden Witterungs- und Verkehrsverhältnissen.

### Verkehrszentrale
Seit 1960 wird der Schiffsverkehr im Großraum Sankt Petersburg durch eine Verkehrszentrale gesteuert.